# Tiruvalluvar

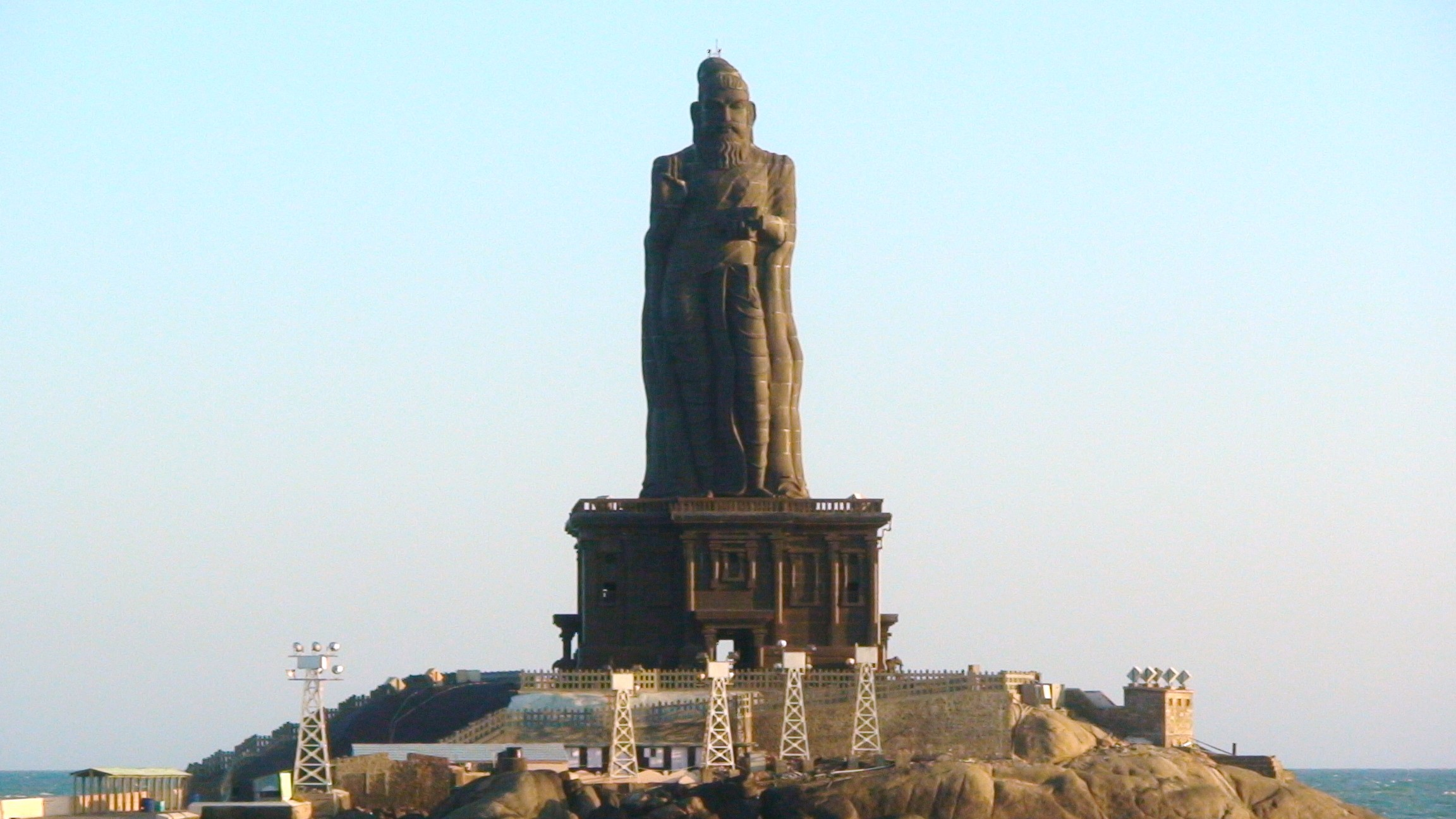
Estátua de Tiruvalluvar em Kanyakumari, no extremo sul da Índia

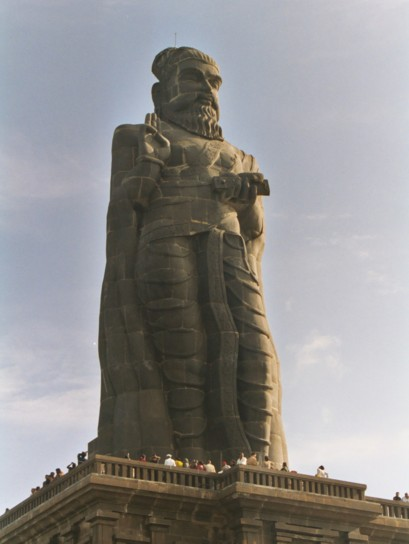
Estátua de Tiruvalluvar em Kanyakumari

Tiruvalluvar ou Thiruvalluvar (em tâmil: திருவள்ளுவர், Tiruvaḷḷuvar) foi um poeta e filósofo tâmil conhecido por compor o poema Tirukkural. Tiruvalluvar nasceu no distrito de Kanyakumari na atual Tâmil Nadu. Supõe-se que terá vivido algures entre o século I a.C. e o século VIII, mas não há prova arqueológica para confirmação de datas, apenas a evidência linguística da obra Tirukkural. É chamado como Theiva Pulaivar (Poeta Divino). 
Além do Tirukkural, Tiruvalluvar terá alegadamente escrito dois textos sobre medicina que se chamam Gnana Vettiyan e Panchatantram. 
Há muitos memoriais a Tiruvalluvar em Tâmil Nadu. Em Kanyakumari há uma estátua com 40 m (133 pés) de altura de Tiruvalluvar, correspondendo aos 133 capítulos do Tirukkural. O parque e monumento Valluvar Kottam estão situados no centro de Chennai, datando de 1976. 